# Cascades Delaneys

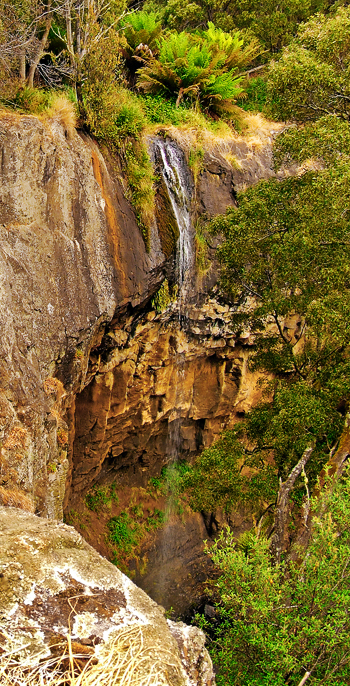
Cascades Delaneys.

Les cascades Delaneys, a vegades anomenades cascades Preston, són unes cascades d'un curs d'aigua sense nom que es troben a la regió nord-occidental de Tasmània, Austràlia.

## Localització i característiques
El curs d'aigua baixa des de la cresta per sobre de les Gunns Plains, cau des d'una altura d'uns 25 m i flueix cap al riu Leven, a prop del llogaret de Gunns Plains.
Les cascades estan senyalitzades com «Preston Falls».
Hi ha una pista de senders ben conservada des de la cresta fins al mirador. També és possible caminar cap a la base de les cascades; no obstant això, no hi ha cap pista formalitzada.